# Germán Glessner
Germán A. Glessner (* 8. März 1974 in Buenos Aires) ist ein argentinischer Skeletonpilot.
Germán Glessner startete für Bobsleigh and Skeleton Association of Argentina und gehörte seit 1996 zum Nationalkader seines Heimatlandes. Im Dezember 1997 gab er in Winterberg sein Debüt im Skeleton-Weltcup und belegte den 37. Platz. Sein erstes Weltcuprennen sollte auch sein einziges bleiben. Die nächsten internationalen Einsätze hatte Glessner erst wieder im Jahr 2000 im Rahmen des Skeleton-America’s-Cup, seit 2001 im Skeleton-Europacup und 2002 im Skeleton-Challenge-Cup. Einziges Großereignis für den Argentinier wurden die Olympischen Winterspiele 2002 von Salt Lake City, wo erstmals seit 1948 wieder olympische Skeleton-Wettbewerbe ausgetragen wurden. Glessner belegte den 26. und letzten Platz. Bis 2006 fuhr er weiter in unterklassigen Rennen, ohne jedoch nennenswerte Ergebnisse zu erreichen. Nachdem er eine erneute Olympiaqualifikation verpasst hatte, beendete er seine aktive Karriere.